# Spółdzielnia Mieszkaniowa Na Skarpie w Toruniu
Spółdzielnia Mieszkaniowa „Na Skarpie” w Toruniu – jedna z największych spółdzielni mieszkaniowych w prawobrzeżnej części Torunia. Prezesem spółdzielni jest Wojciech Piechota. Zarząd spółdzielni ma siedzibę w budynku przy ul. Wyszyńskiego 6.
Spółdzielnia została powołana 11 listopada 1981 roku. Jej status zarejestrowano 11 grudnia 1981 roku w Sądzie Rejonowym Wydział I Cywilny w Toruniu pod Nr 337. Pierwsze budynki, które zostały zaprojektowane przez Miastoprojekt-Toruń, wybudowano w 80. XX wieku. Powstały one głównie w technologii wielkopłytowej. W latach 90. wybudowano kolejnych dziewięć budynków.                 